# Operation Southern Watch

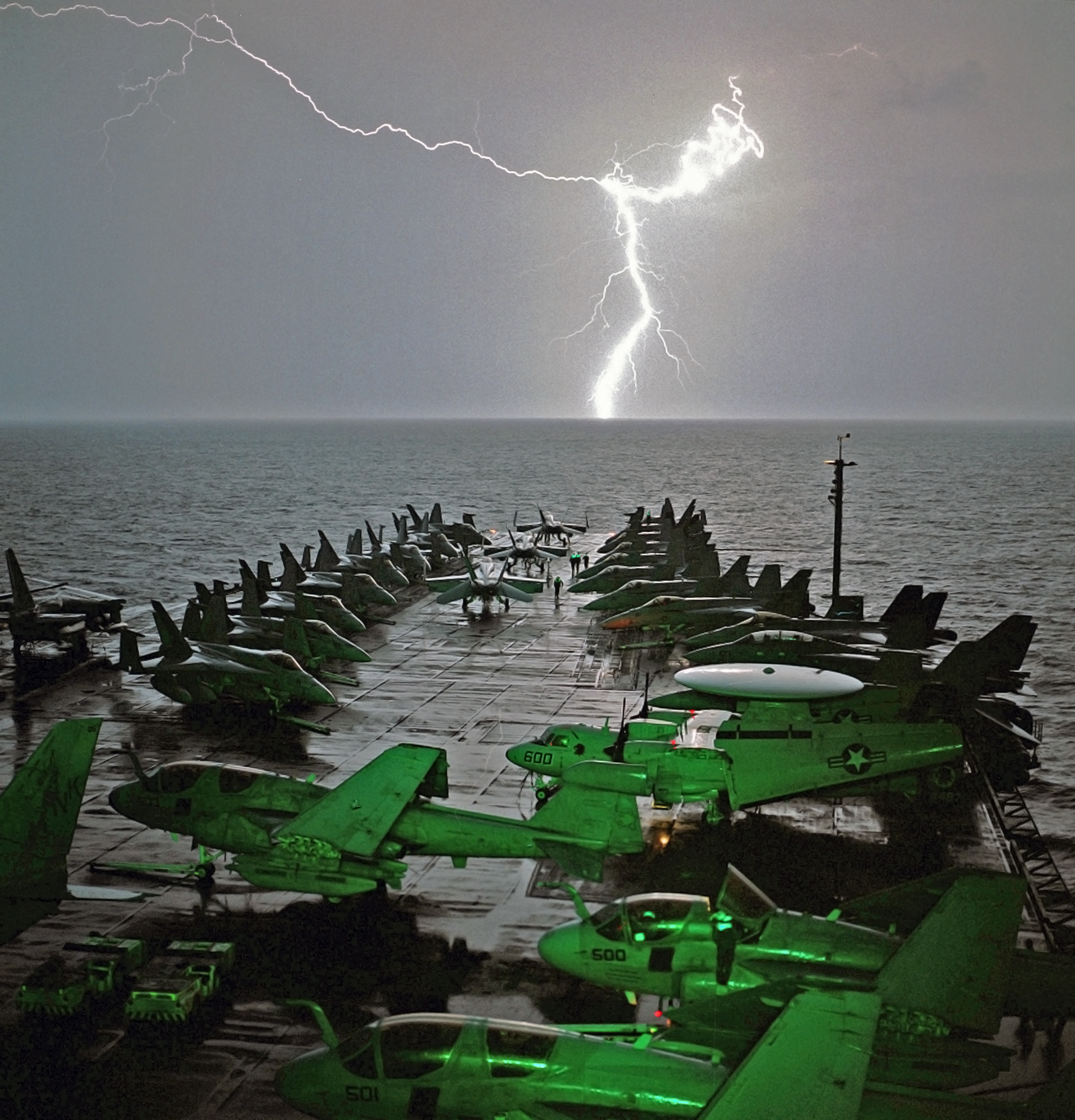
Die Abraham Lincoln während der Unterstützung der Operationen Southern Watch sowie Enduring Freedom

Die Operation Southern Watch war eine militärische Operation mit dem Ziel, eine Flugverbotszone im Irak südlich des 33. Breitengrades durchzusetzen. Die Operation fand zwischen dem Ende des Zweiten und dem Beginn des Dritten Golfkriegs, von 1991 bis 2003, statt. Durchgeführt wurde sie von der Joint Task Force Southwest Asia (JTF-SWA).
Die Operation Southern Watch wurde am 27. August 1992 mit dem Ziel begonnen, die Resolution 688 des UN-Sicherheitsrates durchzusetzen, welche von Saddam Hussein forderte, die Repressalien gegen die Zivilbevölkerung des Irak zu beenden.
Die Operation wurde von Militärkräften der USA, dem Vereinigten Königreich, Frankreich und Saudi-Arabien durchgeführt, der Kommandant der Kräfte war direkt dem United States Central Command unterstellt.
Während der Zeit von Southern Watch gab es regelmäßig auch Kampfeinsätze, von denen jedoch in der westlichen Presse eher selten zu lesen war. Diese Einsätze dienten dem Abfangen von Flugzeugen genauso wie der Bombardierung von Flugabwehrstellungen innerhalb der Flugverbotszone. Vor der Invasion des Irak im Jahre 2003 nahmen die Kampfeinsätze zu, was mit dem gestiegenen Einsatz der Luftverteidigung (unter anderem Radarüberwachung und -anpeilung von alliierten Flugzeugen) erklärt wurde. Jedoch wurde später bekannt, dass die Steigerung der Bombardements in der Operation Southern Focus geplant war.
Im Norden des Iraks wurde die Operation Northern Watch durchgeführt.